# Nazionale maschile di pallacanestro del Tagikistan
La nazionale di pallacanestro del Tagikistan è la rappresentativa cestistica del Tagikistan ed è posta sotto l'egida della Federazione cestistica del Tagikistan.